# Tricorynus tabaci
Tricorynus tabaci is een keversoort uit de familie klopkevers (Anobiidae). De wetenschappelijke naam van de soort is voor het eerst geldig gepubliceerd in 1850 door Guerin-Meneville.